# Stadionul Bolta Rece
Bolta Rece a fost un stadion construit în cinstea regelui Carol I, cu ocazia a împlinirii a 4 decenii de domnie. Stadionul se afla în proximitatea Arcului de Triumf. Bolta Rece este stadionul pe care s-au disputat primele partide ale Campionatului României de fotbal și care a găzduit primul derby în întregime românesc, disputat între Olympia București și Colentina București.